# Костадинка Георгиевска
Костадинка (Коца) Георгиева (на македонска литературна норма: Костадинка, Коца Ѓорѓиевска) е писателка и поетеса от Северна Македония.

## Биография
Родена е в 1952 година в тетовското село Шемшево. Завършва средно образование. От 1969 година живее и работи в Мьонхенгладбах, Германия. Член на Съюза на писателите на Германия. Член е на Дружеството на писателите от Македония от 1989 година. Носител е на наградата „Иселеничка грамота“.

## Творчество
- Клучеви на душата (1996)
- Дневникот на една медицинска сестра (1996)
- Записи од Тетово (1997)